# Viktoriia Shynkarenko
Viktoriia Shynkarenko (ukrainien : Вікторія Шинкаренко), née le 6 décembre 1995 à Kiev, est une gymnaste rythmique ukrainienne.

## Palmarès

### Championnats du monde
- Montpellier 2011
  -  médaille de bronze au concours général par équipe.
- Kiev 2013
  -  médaille de bronze en groupe 10 massues.